# Sven Haglund (författare)
Sven Alrik Teodor Haglund, född 23 oktober 1891 i Garpenbergs socken, död 8 november 1942 i Stockholm, var en svensk författare och journalist.
Sven Haglund arbetade från 1910 i dagspressen under signaturen Finn, först i landsorten men från 1919 i Stockholm, där han 1936 knöts till Stockholms-Tidningen. Haglund utgav ett par novellsamlingar, Tragöden och narren (1922) och Klippt och skuret (1923), reseskildringarna I omnibus från Karesuando till östra Torp (1927), Från Masthugget till Melbourne (1928) och Mitt lappliv (1934) samt Karlfeldts ungdomsdiktning (1934).